# アルテメテル
アルテメテル（artemether）は脂溶性のアルテミシニン誘導体であり、マラリアの治療に用いられる薬剤である。 重度のマラリアにはキニーネより注射型のアルテメテルが用いられる。アルテスネイトほどの効果が診られないことがある。投与法は筋肉注射である。またルメファントリンと組み合わされたアルテメテル/ルメファントリンで知られる経口薬もあり、日本でも2017年よりルメファントリン配合錠「リアメット」（ノバルティス）が販売されている。経口薬では、吸収を上げるために食直後に服用する。
アルテメテルの副作用は比較的少ない。稀に遅発性溶血性貧血や不整脈（QT延長症）を起こすことがある。 動物モデルによる妊娠中の服用は不為であると証明されるが、ヒトへの懸念の証明はない。よって、世界保健機関は妊娠中の服用を推奨する。
アルテメテルの研究は遅くても1981年から始められ、医薬品として使われるようになったのは1987年からである。世界保健機関の必須医薬品リストに掲載されており、最も効果的で安全な医療制度に必要とされる薬剤である。開発途上国 での卸売価格はバイアル1本$0.38~$16.47米ドルである。米国での合剤を用いた一貫の治療にかかる費用は$100~$200米ドルである。